# Coolidge (Arizona)
Coolidge es una ciudad ubicada en el condado de Pinal en el estado estadounidense de Arizona. En el censo de 2010 tenía una población de 11 825 habitantes y una densidad poblacional de 80,69 personas por km².

## Geografía
Coolidge se encuentra ubicada en las coordenadas 32°57′35″N 111°31′39″O / 32.95972, -111.52750. Según la Oficina del Censo de los Estados Unidos, Coolidge tiene una superficie total de 146,55 km², de la cual 146,3 km² corresponden a tierra firme y (0,17%) 0,25 km² es agua.

## Demografía
Según el censo de 2010, había 11.825 personas residiendo en Coolidge. La densidad de población era de 80,69 hab./km². De los 11.825 habitantes, Coolidge estaba compuesto por el 62,73% blancos, el 7,85% eran afroamericanos, el 5,67% eran amerindios, el 0,97% eran asiáticos, el 0,11% eran isleños del Pacífico, el 17,72% eran de otras razas y el 4,96% pertenecían a dos o más razas. Del total de la población el 41,96% eran hispanos o latinos de cualquier raza.